# Qualificazioni al campionato mondiale di calcio 1958 - UEFA
Le 27 squadre furono divise in 9 gruppi da 3 squadre. Ogni squadra affrontò le altre due con gare di andata e ritorno. Le prime classificate di ciascun gruppo si qualificarono alla fase finale.

## Sorteggio
I sorteggi per la composizione dei gruppi si svolsero il 28 aprile 1956 a Zurigo.

## Gruppo 1
| Data            | Luogo         | Squadra 1   | Risultato | Squadra 2   |
| --------------- | ------------- | ----------- | --------- | ----------- |
| 3 ottobre 1956  | Dublino       | Irlanda     | 2 - 1     | Danimarca   |
| 5 dicembre 1956 | Wolverhampton | Inghilterra | 5 - 2     | Danimarca   |
| 8 maggio 1957   | Londra        | Inghilterra | 5 - 1     | Irlanda     |
| 15 maggio 1957  | Copenaghen    | Danimarca   | 1 - 4     | Inghilterra |
| 19 maggio 1957  | Dublino       | Irlanda     | 1 - 1     | Inghilterra |
| 2 ottobre 1957  | Copenaghen    | Danimarca   | 0 - 2     | Irlanda     |

| Pos | Squadra     | Pti | G | V | N | P | GF | GS |
| --- | ----------- | --- | - | - | - | - | -- | -- |
| 1   | Inghilterra | 7   | 4 | 3 | 1 | 0 | 15 | 5  |
| 2   | Irlanda     | 5   | 4 | 2 | 1 | 1 | 6  | 7  |
| 3   | Danimarca   | 0   | 4 | 0 | 0 | 4 | 4  | 13 |

 Inghilterra qualificata.

## Gruppo 2
| Data              | Luogo     | Squadra 1 | Risultato | Squadra 2 |
| ----------------- | --------- | --------- | --------- | --------- |
| 11 novembre 1956  | Parigi    | Francia   | 6 - 3     | Belgio    |
| 2 giugno 1957     | Nantes    | Francia   | 8 - 0     | Islanda   |
| 5 giugno 1957     | Bruxelles | Belgio    | 8 - 3     | Islanda   |
| 1º settembre 1957 | Reykjavík | Islanda   | 1 - 5     | Francia   |
| 4 settembre 1957  | Reykjavík | Islanda   | 2 - 5     | Belgio    |
| 27 ottobre 1957   | Bruxelles | Belgio    | 0 - 0     | Francia   |

| Pos | Squadra | Pti | G | V | N | P | GF | GS |
| --- | ------- | --- | - | - | - | - | -- | -- |
| 1   | Francia | 7   | 4 | 3 | 1 | 0 | 19 | 4  |
| 2   | Belgio  | 5   | 4 | 2 | 1 | 1 | 16 | 11 |
| 3   | Islanda | 0   | 4 | 0 | 0 | 4 | 6  | 26 |

 Francia qualificata.

## Gruppo 3
| Data              | Luogo    | Squadra 1 | Risultato | Squadra 2 |
| ----------------- | -------- | --------- | --------- | --------- |
| 22 maggio 1957    | Oslo     | Norvegia  | 1 - 2     | Bulgaria  |
| 12 giugno 1957    | Oslo     | Norvegia  | 2 - 1     | Ungheria  |
| 23 giugno 1957    | Budapest | Ungheria  | 4 - 1     | Bulgaria  |
| 15 settembre 1957 | Sofia    | Bulgaria  | 1 - 2     | Ungheria  |
| 3 novembre 1957   | Sofia    | Bulgaria  | 7 - 0     | Norvegia  |
| 10 novembre 1957  | Budapest | Ungheria  | 5 - 0     | Norvegia  |

| Pos | Squadra  | Pti | G | V | N | P | GF | GS |
| --- | -------- | --- | - | - | - | - | -- | -- |
| 1   | Ungheria | 6   | 4 | 3 | 0 | 1 | 12 | 4  |
| 2   | Bulgaria | 4   | 4 | 2 | 0 | 2 | 11 | 7  |
| 3   | Norvegia | 2   | 4 | 1 | 0 | 3 | 3  | 15 |

 Ungheria qualificata.

## Gruppo 4
| Data              | Luogo   | Squadra 1      | Risultato | Squadra 2      |
| ----------------- | ------- | -------------- | --------- | -------------- |
| 1º maggio 1957    | Cardiff | Galles         | 1 - 0     | Cecoslovacchia |
| 19 maggio 1957    | Lipsia  | Germania Est   | 2 - 1     | Galles         |
| 26 maggio 1957    | Praga   | Cecoslovacchia | 2 - 0     | Galles         |
| 16 giugno 1957    | Brno    | Cecoslovacchia | 3 - 1     | Germania Est   |
| 25 settembre 1957 | Cardiff | Galles         | 4 - 1     | Germania Est   |
| 27 ottobre 1957   | Lipsia  | Germania Est   | 1 - 4     | Cecoslovacchia |

| Pos | Squadra        | Pti | G | V | N | P | GF | GS |
| --- | -------------- | --- | - | - | - | - | -- | -- |
| 1   | Cecoslovacchia | 6   | 4 | 3 | 0 | 1 | 9  | 3  |
| 2   | Galles         | 4   | 4 | 2 | 0 | 2 | 6  | 5  |
| 3   | Germania Est   | 2   | 4 | 1 | 0 | 3 | 5  | 12 |

 Cecoslovacchia qualificata.
Il Galles, nonostante fosse stato eliminato, ebbe però una seconda possibilità venendo sorteggiato per affrontare lo spareggio contro la vincitrice della zona afro-asiatica, ossia Israele.

## Gruppo 5
| Data              | Luogo       | Squadra 1   | Risultato | Squadra 2   |
| ----------------- | ----------- | ----------- | --------- | ----------- |
| 30 settembre 1956 | Vienna      | Austria     | 7 - 0     | Lussemburgo |
| 20 marzo 1957     | Rotterdam   | Paesi Bassi | 4 - 1     | Lussemburgo |
| 26 maggio 1957    | Vienna      | Austria     | 3 - 2     | Paesi Bassi |
| 11 settembre 1957 | Rotterdam   | Lussemburgo | 2 - 5     | Paesi Bassi |
| 25 settembre 1957 | Rotterdam   | Paesi Bassi | 1 - 1     | Austria     |
| 29 settembre 1957 | Lussemburgo | Lussemburgo | 0 - 3     | Austria     |

| Pos | Squadra     | Pti | G | V | N | P | GF | GS |
| --- | ----------- | --- | - | - | - | - | -- | -- |
| 1   | Austria     | 7   | 4 | 3 | 1 | 0 | 14 | 3  |
| 2   | Paesi Bassi | 5   | 4 | 2 | 1 | 1 | 12 | 7  |
| 3   | Lussemburgo | 0   | 4 | 0 | 0 | 4 | 3  | 19 |

 Austria qualificata.

## Gruppo 6
| Data            | Luogo    | Squadra 1        | Risultato | Squadra 2        |
| --------------- | -------- | ---------------- | --------- | ---------------- |
| 23 giugno 1957  | Mosca    | Unione Sovietica | 3 - 0     | Polonia          |
| 5 luglio 1957   | Helsinki | Finlandia        | 1 - 3     | Polonia          |
| 27 luglio 1957  | Mosca    | Unione Sovietica | 2 - 1     | Finlandia        |
| 15 agosto 1957  | Helsinki | Finlandia        | 0 - 10    | Unione Sovietica |
| 20 ottobre 1957 | Chorzów  | Polonia          | 2 - 1     | Unione Sovietica |
| 3 novembre 1957 | Varsavia | Polonia          | 4 - 0     | Finlandia        |

| Pos | Squadra          | Pti | G | V | N | P | GF | GS |
| --- | ---------------- | --- | - | - | - | - | -- | -- |
| 1=  | Unione Sovietica | 6   | 4 | 3 | 0 | 1 | 16 | 3  |
| 1=  | Polonia          | 6   | 4 | 3 | 0 | 1 | 9  | 5  |
| 3   | Finlandia        | 0   | 4 | 0 | 0 | 4 | 2  | 19 |

 Unione Sovietica e  Polonia disputano uno spareggio.
| Data             | Luogo  | Squadra 1        | Risultato | Squadra 2 |
| ---------------- | ------ | ---------------- | --------- | --------- |
| 24 novembre 1957 | Lipsia | Unione Sovietica | 2 - 0     | Polonia   |

 Unione Sovietica qualificata.

## Gruppo 7
| Data              | Luogo    | Squadra 1  | Risultato | Squadra 2  |
| ----------------- | -------- | ---------- | --------- | ---------- |
| 5 maggio 1957     | Atene    | Grecia     | 0 - 0     | Jugoslavia |
| 16 giugno 1957    | Atene    | Grecia     | 1 - 2     | Romania    |
| 29 settembre 1957 | Bucarest | Romania    | 1 - 1     | Jugoslavia |
| 3 novembre 1957   | Bucarest | Romania    | 3 - 0     | Grecia     |
| 10 novembre 1957  | Belgrado | Jugoslavia | 4 - 1     | Grecia     |
| 17 novembre 1957  | Belgrado | Jugoslavia | 2 - 0     | Romania    |

| Pos | Squadra    | Pti | G | V | N | P | GF | GS |
| --- | ---------- | --- | - | - | - | - | -- | -- |
| 1   | Jugoslavia | 6   | 4 | 2 | 2 | 0 | 7  | 2  |
| 2   | Romania    | 5   | 4 | 2 | 1 | 1 | 6  | 4  |
| 3   | Grecia     | 1   | 4 | 0 | 1 | 3 | 2  | 9  |

 Jugoslavia qualificata.

## Gruppo 8
| Data             | Luogo   | Squadra 1        | Risultato | Squadra 2        |
| ---------------- | ------- | ---------------- | --------- | ---------------- |
| 16 gennaio 1957  | Lisbona | Portogallo       | 1 - 1     | Irlanda del Nord |
| 25 aprile 1957   | Roma    | Italia           | 1 - 0     | Irlanda del Nord |
| 1º maggio 1957   | Belfast | Irlanda del Nord | 3 - 0     | Portogallo       |
| 26 maggio 1957   | Lisbona | Portogallo       | 3 - 0     | Italia           |
| 22 dicembre 1957 | Milano  | Italia           | 3 - 0     | Portogallo       |
| 15 gennaio 1958  | Belfast | Irlanda del Nord | 2 - 1     | Italia           |

| Pos | Squadra          | Pti | G | V | N | P | GF | GS |
| --- | ---------------- | --- | - | - | - | - | -- | -- |
| 1   | Irlanda del Nord | 5   | 4 | 2 | 1 | 1 | 6  | 3  |
| 2   | Italia           | 4   | 4 | 2 | 0 | 2 | 5  | 5  |
| 3   | Portogallo       | 3   | 4 | 1 | 1 | 2 | 4  | 7  |

 Irlanda del Nord qualificata.

## Gruppo 9
| Data             | Luogo   | Squadra 1 | Risultato | Squadra 2 |
| ---------------- | ------- | --------- | --------- | --------- |
| 10 marzo 1957    | Madrid  | Spagna    | 2 - 2     | Svizzera  |
| 8 maggio 1957    | Glasgow | Scozia    | 4 - 2     | Spagna    |
| 19 maggio 1957   | Basilea | Svizzera  | 1 - 2     | Scozia    |
| 26 maggio 1957   | Madrid  | Spagna    | 4 - 1     | Scozia    |
| 6 novembre 1957  | Glasgow | Scozia    | 3 - 2     | Svizzera  |
| 24 novembre 1957 | Losanna | Svizzera  | 1 - 4     | Spagna    |

| Pos | Squadra  | Pti | G | V | N | P | GF | GS |
| --- | -------- | --- | - | - | - | - | -- | -- |
| 1   | Scozia   | 6   | 4 | 3 | 0 | 1 | 10 | 9  |
| 2   | Spagna   | 5   | 4 | 2 | 1 | 1 | 12 | 8  |
| 3   | Svizzera | 1   | 4 | 0 | 1 | 3 | 6  | 11 |

 Scozia qualificata.